# Kosjakino (Mosca)
Kosjakino (in russo Косякино?) è un villaggio nel Distretto di Ramenskoe nell'Oblast' di Mosca, in Russia, a 50 km a sud-est di Mosca, tra le città di Bronnicy e Domodedovo. Il luogo è stato menzionato per la prima volta nel XVI secolo e nel 2006 è stata la residenza permanente di 11 abitanti. Tuttavia, oggi il villaggio è composto principalmente da dacie e giardini di cittadini di Mosca che li usano durante l'estate. Appartiene alla comunità rurale Nikonovskoe selskoe poselenije.